# 蒙泰尔定理
蒙泰尔定理是法国数学家保罗蒙泰尔于1912年发现的复分析领域的定理。

## 定理内容
若定义在复平面上开集{\displaystyle \Omega }上解析函数族{\displaystyle {\mathcal {F}}}在{\displaystyle \Omega }的任意子集上都是一致有界的，则解析函数族{\displaystyle {\mathcal {F}}}是正规族。反之亦然，前后命题互为充分必要条件。